# 18 sierpnia
18 sierpnia jest 230. (w latach przestępnych 231.) dniem w kalendarzu gregoriańskim. Do końca roku pozostaje 135 dni.

## Święta
- Imieniny obchodzą: Bogusław, Bronisław, Eryk, Eryka, Firmin, Helena, Ilona, Jan, Klara, Laura, Lena, Ludwik, Paula, Sancja, Tacjana, Tworzysława, Włodzimir i Żyrosława.
- Wspomnienia i święta w Kościele katolickim[1][2] obchodzą:
  - św. Albert Hurtado Cruchaga (apostoł Chile)
  - Męczennicy z Rochefort[3] (64 ofiary rewolucji francuskiej 1789–1800; beatyfikowani w 1995[4])
  - święci Flor i Laur (męczennicy)
  - św. Helena (cesarzowa)
  - bł. Joanna z Azy (matka bł. Manesa i św. Dominika Guzmána)
  - bł. Manes Guzmán (również 30 lipca)
  - bł. Sancja Szymkowiak (zakonnica)

## Wydarzenia w Polsce
- 1409 – Wielka wojna z zakonem krzyżackim: wojska krzyżackie zdobyły i spaliły zamek w Dobrzyniu nad Wisłą.
- 1627 – V wojna polsko-szwedzka: nierozstrzygnięta bitwa pod Tczewem.
- 1655 – Potop szwedzki: Janusz i Bogusław Radziwiłłowie poddali Wielkie Księstwo Litewskie królowi Karolowi X Gustawowi.
- 1672 – Wojna polsko-turecka: wojska tureckie rozpoczęły oblężenie Kamieńca Podolskiego.
- 1732 – Zakończył się pierwszy kampament na terenach Rzeczypospolitej, który odbywał się od 31 lipca na Polach Czerniakowskich i Królikarni pod Warszawą. W manewrach wzięła udział część wojsk polskich i litewskich oraz grenadierów saskich.
- 1772 – Konfederaci barscy poddali twierdzę Jasna Góra wojskom rosyjskim.
- 1861 – W Wilnie władze carskie krwawo stłumiły demonstrację patriotyczną.
- 1863 – Powstanie styczniowe: Kozacy spalili wieś Jaworówka na Podlasiu, a jej mieszkańców uprowadzili do Turkiestanu.
- 1881 – Henryk Sienkiewicz poślubił Marię Szetkiewiczównę.
- 1906 – Wanda Krahelska z Organizacji Bojowej PPS dokonała nieudanego zamachu bombowego na generała-gubernatora warszawskiego Gieorgija Skałona.
- 1916 – Dąbrowa Górnicza uzyskała prawa miejskie (pod administracją austriacką).
- 1919:
  - I powstanie śląskie: zwycięstwo powstańców w bitwie pod Godowem.
  - Wybuchł strajk powszechny w Zagłębiu Dąbrowskim.
- 1920:
  - Wojna polsko-bolszewicka: zwycięstwa wojsk polskich w bitwach pod Brodnicą i Wyszkowem, początek dwudniowej bitwy o Płock.
  - W więzieniu we Wronkach strażnicy pobili więźniarki-komunistki, m.in. Marię Koszutską.
- 1925 – Spółka Polskie Radio otrzymała monopolistyczną koncesję na eksploatację radiofonii w Polsce.
- 1929:
  - Józef Stefański wygrał 2. Tour de Pologne.
  - Powołano Zrzeszenie Regionalne Kaszubów.
- 1942 – Zakończyła się likwidacja radomskiego getta.
- 1944:
  - 18. dzień powstania warszawskiego: walki wokół terenu Politechniki, nadal będącej w rękach powstańców.
  - Armia Czerwona zajęła Sandomierz.
- 1946 – Józef Kuraś ps. Ogień wraz ze swym oddziałem zorganizował i przeprowadził akcję rozbicia i opanowania więzienia św. Michała w Krakowie, w rezultacie czego uwolniono kilkudziesięciu więźniów – żołnierzy Armii Krajowej, organizacji Wolność i Niezawisłość i Narodowych Sił Zbrojnych.
- 1967 – Premiera filmu kryminalnego Morderca zostawia ślad w reżyserii Aleksandra Ścibora-Rylskiego.
- 1979 – Kanclerz RFN Helmut Schmidt złożył oficjalną wizytę w Polsce.
- 1980 – Sierpień 1980: rozpoczął się strajk w Stoczni im. Adolfa Warskiego w Szczecinie.
- 1985 – W Warszawie i we Wrocławiu zakończyły się pierwsze kongresy międzynarodowe Świadków Jehowy w Polsce.
- 1989 – Premiera komedii kryminalnej Konsul w reżyserii Mirosława Borka.
- 2010:
  - Na granicy Gdańska i Sopotu otwarto halę widowiskowo-sportową Ergo Arena.
  - Poświęcono cerkiew Zmartwychwstania Pańskiego w Siemiatyczach.
- 2017 – Misjonarka Helena Kmieć została pośmiertnie Honorową Obywatelką Libiąża.
- 2021 – Cezary Kulesza został prezesem PZPN.
- 2024 – Duńczyk Jonas Vingegaard wygrał 81. Tour de Pologne.

## Wydarzenia na świecie

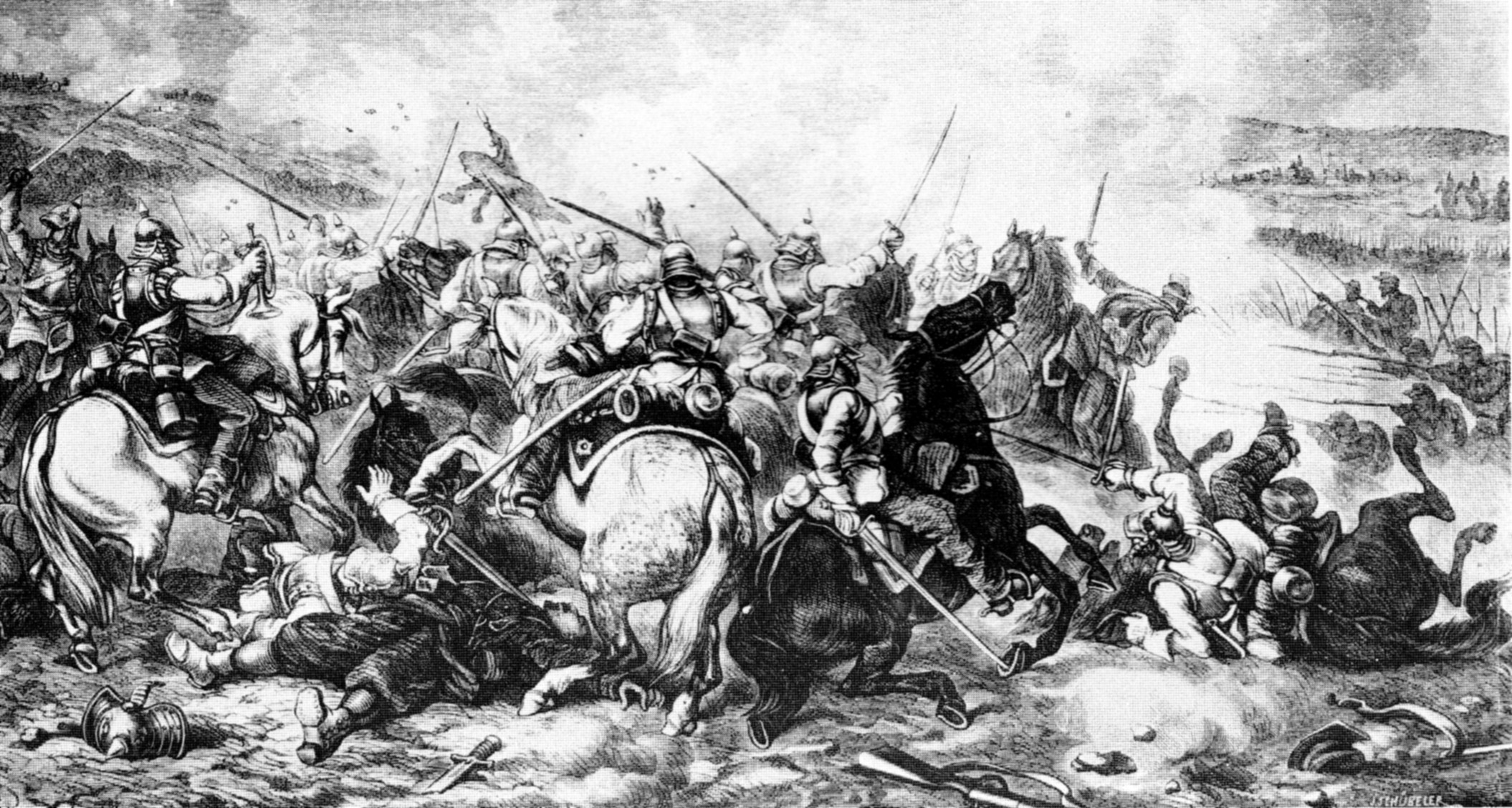
Masakra pruskich kirasjerów pod Gravelotte (1870) – szkic Juliusza Kossaka

- 29 p.n.e. – W Rzymie poświęcono Świątynię Cezara.
- 690 – Wu Zetian została jedyną kobietą-cesarzem w historii Chin.
- 1201 – Biskup Albert von Buxhövden założył Rygę.
- 1304 – Zwycięstwo wojsk francuskich nad powstańcami flandryjskimi w bitwie pod Mons-en-Pevele.
- 1373 – Margrabia brandenburski Otto V Leniwy i cesarz Niemiec Karol IV Luksemburski zawarli układ w Fürstenwalde na mocy którego Otto V sprzedał Marchię Brandenburską za 500 tys. talarów, zatrzymując dożywotnio godność elektora.
- 1516 – Zawarto konkordat między Francją a Stolicą Apostolską.
- 1572 – W Paryżu odbył się ślub króla Nawarry Henryka IV Burbona z Małgorzatą Walezjuszką.
- 1587 – Urodziło się pierwsze w Nowym Świecie dziecko angielskich rodziców.
- 1690 – Wojna Francji z Ligą Augsburską: zwycięstwo wojsk francuskich w bitwie pod Staffardą.
- 1708 – Wojna o sukcesję hiszpańską: rozpoczęło się oblężenie Lille.
- 1765 – Józef II Habsburg został cesarzem rzymsko-niemieckim.
- 1781 – Alojzy I został księciem Liechtensteinu.
- 1783 – Nad zachodnią Europą przeleciał bardzo rzadki tzw. meteor muskający atmosferę.
- 1786 – Reykjavík otrzymał prawa miejskie.
- 1796 – W San Ildefonso został podpiany traktat sojuszniczy między Hiszpanią a Republiką Francuską.
- 1797 – Jonasz został cesarzem Etiopii.
- 1807 – W Mediolanie otwarto stadion Arena Civica.
- 1812 – Inwazja Napoleona na Rosję: zwycięstwami wojsk napoleońskich zakończyły się: bitwa pod Smoleńskiem i I bitwa pod Połockiem.
- 1823 – W brytyjskiej kolonii Demerara-Essequibo (Gujana) wybuchło powstanie ok. 10 tys. niewolników, które zostało brutalnie stłumione w ciągu dwóch dni.
- 1829 – Podczas koncertu w Wiedniu Fryderyk Chopin po raz pierwszy wykonał publicznie swoje Rondo à la Krakowiak.
- 1831 – 130 osób zginęło w wyniku zatonięciea parowca  „Rothsay Castle” u północno-zachodniego wybrzeża Walii.
- 1843 – Spłonął teatr operowy Staatsoper Unter den Linden w Berlinie.
- 1845 – W Petersburgu założono Rosyjskie Towarzystwo Geograficzne.
- 1850 – Topograf i geodeta Józef Chodźko jako pierwszy Polak wszedł na szczyt Araratu.
- 1856 – Kongres Stanów Zjednoczonych przyjął Ustawę o wyspach z guano.
- 1862 – Powstanie Dakotów w Minnesocie: zwycięstwa Indian w Bitwie o Dolną Agencję i bitwie przy przeprawie Redwood.
- 1864 – Wojna secesyjna: rozpoczęła się bitwa pod Globe Tavern.
- 1866 – Utworzono Związek Północnoniemiecki.
- 1868 – Francuski astronom Pierre Janssen obserwując koronę słoneczną w trakcie zaćmienia odkrył hel.
- 1870 – Wojna francusko-pruska: zwycięstwo wojsk pruskich w bitwie pod Gravelotte.
- 1877 – Amerykański astronom Asaph Hall odkrył Fobosa, większego z dwóch księżyców Marsa.
- 1891 – Około 700 osób zginęło w wyniku przejścia huraganu nad Martyniką na Karaibach.
- 1893 – Stanisław Przybyszewski poślubił w Berlinie norweską pianistkę i literatkę Dagny Juel.
- 1894 – W Ostrawie otwarto pierwszą linię tramwaju parowego.
- 1897 – Zwodowano austro-węgierski krążownik pancernopokładowy SMS „Zenta”.
- 1902 – Założono austriacki klub piłkarski Grazer AK.
- 1904:
  - W Australii utworzono gabinet George’a Reida.
  - W wówczas niemieckiej Kłajpedzie uruchomiono wąskotorową komunikację tramwajową.
- 1913 – W kasynie w Monte Carlo podczas gry w ruletkę kula 26 razy z rzędu padła na kolor czarny, czego prawdopodobieństwo wynosi 1:136823184.
- 1914:
  - I wojna światowa: rozpoczęła się niemiecka ofensywa na Francję.
  - Sankt Petersburg został przemianowany na Piotrogród.
- 1915:
  - I wojna światowa: wojska niemieckie zdobyły Kowno.
  - Mostoufi ol-Mamalek został po raz trzeci premierem Iranu.
- 1917 – Wybuchł wielki pożar w greckich Salonikach, który strawił 32% zabudowy miasta.
- 1918 – Dokonano oblotu francuskiego bombowca Martin MB-1.
- 1920 – Weszła w życie 19. poprawka do konstytucji USA, gwarantująca prawa wyborcze kobietom.
- 1921 – Republika Rifu w Maroku Hiszpańskim ogłosiła niepodległość.
- 1926 – Benito Mussolini ogłosił wprowadzenie sztywnego kursu 90 lirów za 1 funta brytyjskiego.
- 1931 – Z Bayreuth w Niemczech przeprowadzono pierwszą na świecie radiową transmisję opery (Tristan i Izolda Richarda Wagnera).
- 1932 – Szkocki pilot Jim Mollison dokonał lekkim samolotem sportowym de Havilland Puss Moth pierwszego samotnego przelotu nad Atlantykiem w trudniejszym kierunku zachodnim – z Portmarnock koło Dublina w Irlandii do Pennfield Ridge w Nowym Brunszwiku w Kanadzie.
- 1933 – W Berlinie odbyła się prezentacja odbiornika radiowego Volksempfänger.
- 1939:
  - Ali Mahir został po raz drugi premierem Egiptu.
  - W III Rzeszy wprowadzono obowiązek zgłaszania przez lekarzy, pielęgniarki i położne dzieci poniżej trzeciego roku życia ciężko upośledzonych fizycznie i umysłowo, co było wstępem do nazistowskiego programu ich eutanazji.
- 1940 – Bitwa o Anglię: stoczono bitwę powietrzną znaną jako „The Hardest Day”, w trakcie której Niemcy stracili 69 samolotów, a Brytyjczycy 29.
- 1941:
  - Front wschodni: po załamaniu obrony radzieckiej w Zaporożu, na rozkaz Józefa Stalina żołnierze NKWD wysadzili zaporę Dnieprowskiej Elektrowni Wodnej, w wyniku czego, według szacunków historyków, zginęło od 20 tys. do 120 tys. osób.
  - Niemiecka okupacyjna rozgłośnia „Soldatensender Belgrad” nadała po raz pierwszy mało znaną do tej pory piosenkę Lili Marleen w wykonaniu Lale Andersen, która szybko stała się przebojem wśród żołnierzy niemieckich i alianckich.
- 1943:
  - Front zachodni: w nocy z 17 na 18 sierpnia lotnictwo alianckie po raz pierwszy zbombardowało poligon doświadczalny w Peenemünde na wyspie Uznam.
  - Wojna na Pacyfiku: amerykańska eskadra zatopiła 4 japońskie barki i uszkodziła 2 niszczyciele u wybrzeży wyspy Vella Lavella.
- 1944 – Wojna na Pacyfiku: amerykański okręt podwodny zatopił japoński lotniskowiec „Taiyō”.
- 1945:
  - Operacja kwantuńska: wojska radzieckie przeprowadziły desant na wyspę Szumszu w archipelagu Kuryli.
  - Sukarno został pierwszym prezydentem Indonezji.
- 1947 – W wyniku eksplozji amunicji w porcie wojennym w hiszpańskim Kadyksie (wg oficjalnych danych) zginęło 147 osób, a ok. 5 tys. zostało rannych.
- 1949 – Uchwalono komunistyczną konstytucję Węgier.
- 1955 – W Sudanie wybuchła pierwsza wojna domowa.
- 1958 – Ukazało się amerykańskie wydanie kontrowersyjnej powieści Lolita Vladimira Nabokova.
- 1964 – Charles Hélou został wybrany przez parlament na urząd prezydenta Libanu.
- 1965:
  - Dokonano oblotu radzieckiego lekkiego śmigłowca Ka-26.
  - Założono holenderski klub piłkarski FC Den Bosch.
- 1966 – Rewolucja kulturalna: na pekińskim Placu Niebiańskiego Spokoju odbył się wiec Mao Zedonga z udziałem 1 mln hunwejbinów.
- 1969 – Jimi Hendrix wystąpił na Festiwalu Woodstock.
- 1971:
  - Wojna wietnamska: Australia i Nowa Zelandia zapowiedziały wycofanie swych wojsk z Wietnamu.
  - Wszystkie 37 osób na pokładzie zginęło w katastrofie amerykańskiego śmigłowca wojskowego CH-47 Chinook pod Pegnitz w Górnej Frankonii w Niemczech Zachodnich.
- 1973 – W katastrofie samolotu An-24 w Baku zginęło 56 osób.
- 1976:
  - Pastor Oskar Brüsewitz dokonał w Halle samospalenia w proteście przeciw komunistycznemu reżimowi w NRD.
  - W Koreańskiej Strefie Zdemilitaryzowanej północnokoreańscy żołnierze zaatakowali 12 żołnierzy amerykańskich dokonujących wycinki utrudniającego obserwację drzewa, zabijając dwóch z nich.
- 1977 – W Memphis w stanie Tennessee odbył się pogrzeb Elvisa Presleya.
- 1978:
  - Podczas zawodów w mołdawskim Kiszyniowie reprezentująca ZSRR Litwinka Vilma Bardauskienė jako pierwsza kobieta przekroczyła granicę 7 metrów w skoku w dal (7,07 m).
  - Sformowano Straż Wybrzeża Indii.
- 1990 – Została założona Litewska Partia Chłopska.
- 1993 – W norweskim Trondheim otwarto jedyny na świecie wyciąg rowerowy.
- 1994 – 171 osób zginęło w trzęsieniu ziemi w mieście Mu’askar w północno-zachodniej Algierii.
- 1996 – Podczas mityngu w niemieckim Eberstadt Artur Partyka ustanowił aktualny rekord Polski w skoku wzwyż (2,38 m).
- 2003 – W stolicy Ghany Akrze zawarto porozumienie kończące wojnę domową w Liberii.
- 2004 – Podczas XXVIII Letnich Igrzysk Olimpijskich w Atenach Otylia Jędrzejczak w wyścigu na 200 metrów stylem motylkowym zdobyła pierwszy polski złoty medal olimpijski w pływaniu.
- 2005:
  - Amerykański seryjny morderca Dennis Rader został skazany na 10-krotne dożywotnie pozbawienie wolności.
  - Papież Benedykt XVI przybył z czterodniową wizytą do Kolonii na XX Światowe Dni Młodzieży, rozpoczynając pierwszą wizytę zagraniczną w czasie swojego pontyfikatu.
  - W wyniku blackoutu na indonezyjskiej wyspie Jawa 100 mln osób zostało pozbawionych energii elektrycznej.
- 2006 – Wystartowała MTV Nowa Zelandia.
- 2008:
  - Podczas XXIX Letnich Igrzysk Olimpijskich w Pekinie gimnastyk Leszek Blanik zdobył złoty medal w konkurencji skoku przez konia.
  - Prezydent Pakistanu gen. Pervez Musharraf ustąpił ze stanowiska.
- 2009 – Gruzja wystąpiła ze Wspólnoty Niepodległych Państw.
- 2011:
  - Papież Benedykt XVI rozpoczął swą 20. podróż apostolską do Hiszpanii, gdzie wziął udział w XXVI Światowych Dniach Młodzieży.
  - W ataku na polski patrol w północnej części prowincji Ghazni zginął st. szer. Szymon Sitarczuk.
- 2013 – Wojna domowa w Syrii: zakończyła się nierozstrzygnięta bitwa pod Salmą.
- 2015 – Dżihadyści z Państwa Islamskiego zamordowali w Palmyrze syryjskiego archeologa Chalida Muhammada al-Asada, a jego pozbawione głowy ciało wywiesili na widok publiczny[5].
- 2017:
  - Ok. godz. 1:00 w mieście Cambrils w Katalonii kierujący samochodem osobowym terrorysta usiłował staranować patrol policji, potrącając przy tym 5 przechodniów i funkcjonariusza. Po oddanych przez policję strzałach pojazd się wywrócił po czym wybiegło z niego uzbrojonych w noże 5 mężczyzn, z których 4 zostało zastrzelonych na miejscu; piąty, zanim zginął, zdołał jeszcze przebiec 500 metrów i zranić przechodnia.
  - W fińskim Turku 18-letni Marokańczyk zaatakował nożem przechodniów, zabijając 2 i raniąc 8 osób.
- 2020 – W Mali zostali aresztowani przez wojsko i zmuszeni do ustąpienia prezydent Ibrahim Boubacar Keïta i premier Boubou Cissé.

## Eksploracja kosmosu
- 1960 – Wystrzelono amerykańskiego satelitę rozpoznawczego Discoverer 14.
- 1976 – Radziecka sonda Łuna 24 wylądowała na Księżycu.

## Urodzili się
- 1275 – Bartholomew de Badlesmere, angielski możnowładca (zm. 1322)
- 1414 – Maulana Dżami, perski mistyk, poeta, historyk, uczony, teolog (zm. 1492)
- 1450 – Marko Marulić, chorwacki poeta (zm. 1524)
- 1458 – Lorenzo Pucci, włoski kardynał, wielki penitencjariusz, mecenas sztuki (zm. 1531)
- 1497 – Francesco Canova da Milano, włoski kompozytor (zm. 1543)
- 1552 – Jan VI von Sitsch, duchowny katolicki, biskup wrocławski (zm. 1608)
- 1560 – Maria od Jezusa López de Rivas, hiszpańska karmelitanka, błogosławiona (zm. 1640)
- 1564 – Federico Borromeo, włoski duchowny katolicki, arcybiskup Mediolanu, kardynał (zm. 1631)
- 1575 – Anna Maria Wittelsbach, księżniczka Palatynatu-Neuburg, księżna Saksonii-Weimar (zm. 1643)
- 1596 – Jean Bolland, francuski jezuita, hagiograf (zm. 1665)
- 1606 – Maria Anna Habsburg, hiszpańska księżniczka, królowa węgierska i czeska, cesarzowa niemiecka (zm. 1646)
- 1611 – Ludwika Maria Gonzaga, księżniczka mantuańska, królowa Polski (zm. 1667)
- 1642 – Jan Bedřich z Valdštejna, czeski duchowny katolicki, biskup hradecki, arcybiskup metropolita praski, prymas Czech (zm. 1694)
- 1653 – Juliusz Wirtemberski, książę oleśnicki (zm. 1684)
- 1683 – Chrystian Ernest, książę Saksonii-Coburg-Saalfeld (zm. 1745)
- 1685 – Brook Taylor, brytyjski matematyk (zm. 1731)
- 1692 – Ludwik IV Henryk Burbon-Condé, książę Condé, pierwszy minister Francji (zm. 1740)
- 1694 – Johan Sigismund Schulin, duński polityk pochodzenia niemieckiego (zm. 1750)
- 1705 – Louis Phélypeaux, francuski arystokrata, polityk (zm. 1777)
- 1745 – Ludwig Fischer, niemiecki śpiewak operowy (bas) (zm. 1825)
- 1750 – Antonio Salieri, włoski kompozytor, kapelmistrz, pedagog (zm. 1825)
- 1754:
  - Corneille Brelle, francuski duchowny katolicki, arcybiskup Haiti (zm. 1819)
  - Hiacynt Dziarkowski, polski lekarz, botanik, wykładowca akademicki (zm. 1828)
- 1758:
  - Alphonse Fortia de Piles, francuski kompozytor operowy, pisarz, oficer (zm. 1826)
  - François-Louis-Joseph Watteau, francuski malarz (zm. 1823)
- 1766:
  - Józef August Iliński, polski szlachcic, generał, polityk (zm. 1844)
  - Franz Johann Joseph von Reilly, austriacki kartograf, pisarz, wydawca map i atlasów (zm. 1820)
- 1774 – Meriwether Lewis, amerykański podróżnik, odkrywca (zm. 1809)
- 1782 – Marcellin Marbot, francuski generał dywizji, pamiętnikarz (zm. 1854)
- 1783 – Andreas Friedrich Bauer, niemiecki inżynier, wynalazca (zm. 1860)
- 1788 – Jean Lugol, francuski lekarz (zm. 1851)
- 1792 – John Russell, brytyjski arystokrata, polityk, premier Wielkiej Brytanii (zm. 1878)
- 1793 – Augusta, księżniczka Anhalt-Dessau, księżna Schwarzburg-Rudolstadt (zm. 1854)
- 1799 – Jacek Lipski, polski inżynier mechanik, konstruktor hutniczy (zm. 1872)
- 1803 – Nathan Clifford, amerykański polityk (zm. 1881)
- 1807 – Charles Francis Adams, amerykański polityk, dyplomata (zm. 1886)
- 1810 – Jules Perrot, francuski tancerz, choreograf (zm. 1892)
- 1815 – Alexander von Middendorff, rosyjski zoolog, badacz Syberii pochodzenia bałtycko-niemieckiego (zm. 1894)
- 1818:
  - Henri Le Secq, francuski fotograf, malarz (zm. 1882)
  - Václav Bolemír Nebeský, czeski filolog klasyczny, poeta, tłumacz z greki i łaciny, działacz społeczny i polityczny (zm. 1882)
- 1819 – Maria Nikołajewna Romanowa, wielka księżna rosyjska, księżna Leuchtenbergu (zm. 1876)
- 1822 – Jan Andrzej Pelar, polski księgarz, drukarz (zm. 1894)
- 1824 – André Léo, francuska feministka, dziennikarka, pisarka (zm. 1900)
- 1830 – Franciszek Józef I, cesarz Austrii, król Węgier (zm. 1916)
- 1832 – Victor Meirelles, brazylijski malarz (zm. 1903)
- 1846 – Robley Evans, amerykański kontradmirał (zm. 1912)
- 1849 – Benjamin Godard, francuski kompozytor, skrzypek (zm. 1895)
- 1850 – Ludwik Rusch, polski uczestnik powstania styczniowego (zm. ?)
- 1851 – Aleksandr Bułygin, rosyjski polityk (zm. 1919)
- 1852 – Guglielmo Plüschow, niemiecki fotograf (zm. 1930)
- 1853 – Heinrich Botho Scheube, niemiecki lekarz (zm. 1923)
- 1854 – Eufemia von Adlersfeld-Ballestrem, niemiecka hrabina, pisarka (zm. 1941)
- 1855 – Adam Sławoczyński, polski generał dywizji (zm. 1925)
- 1856:
  - Jan Gall, polski kompozytor, dyrygent (zm. 1912)
  - Aszer Ginsberg, rosyjski pisarz, filozof, syjonista pochodzenia żydowskiego (zm. 1927)
  - Omelian Popowycz, ukraiński działacz społeczny, polityk, pedagog, publicysta (zm. 1930)
- 1857 – Siergiej Scheidemann, rosyjski generał kawalerii (zm. ?)
- 1859 – Anna Ancher, duńska malarka (zm. 1935)
- 1860:
  - Theodor Lewald, niemiecki polityk, działacz sportowy pochodzenia żydowskiego (zm. 1947)
  - Kristína Royová, słowacka pisarka (zm. 1936)
- 1861:
  - Charlotte Bridgwood, amerykańska aktorka, artystka wodewilowa, wynalazczyni (zm. 1929)
  - Selma Krongold, polska śpiewaczka operowa (sopran) pochodzenia żydowskiego (zm. 1920)
  - Fernando Lahille, francuski ichtiolog, wykładowca akademicki (zm. 1940)
  - Czesław Romiszewski, polski ziemianin, pułkownik (zm. 1940)
- 1862 – Ferdinand Schmid, niemiecki i austriacki prawnik, statystyk, wykładowca akademicki (zm. 1925)
- 1866:
  - Wacław Malinowski, polski ziemianin, działacz niepodległościowy, polityk, senator RP (zm. 1932)
  - Karl Vilhelm Zetterstéen, szwedzki profesor orientalistyki, językoznawca i tłumacz (zm. 1953)
- 1867 – Percy Fawcett, brytyjski wojskowy, podróżnik (zag. 1925)
- 1870 – Ludwik Wawrzynowicz, polski kompozytor, dyrygent, krytyk muzyczny, pedagog (zm. 1957)
- 1871 – Olga Lepieszynska, rosyjska biolog, rewolucjonistka (zm. 1963)
- 1873 – Leo Slezak, austriacki śpiewak operowy (tenor) (zm. 1946)
- 1874 – Anna Czarnogórska, czarnogórska królewna (zm. 1971)
- 1877 – Jimmy Michael, brytyjski kolarz torowy (zm. 1904)
- 1878 – August Olsson, szwedzki żeglarz sportowy (zm. 1943)
- 1879 – Aleksandr Dutow, rosyjski generał (zm. 1921)
- 1881 – Alfred Nowinski, polski prozaik, poeta, dramaturg, działacz kulturalny (zm. 1933)
- 1882:
  - Stanisław Stroński, polski filolog, polityk, wicepremier, minister informacji i dokumentacji (zm. 1955)
  - Jan Zhang Huan, chiński męczennik i święty katolicki (zm. 1900)
- 1884 – Jo van Ammers-Küller, holenderska pisarka (zm. 1966)
- 1885:
  - Ludwik Konarzewski, polski malarz, rzeźbiarz, pedagog (zm. 1954)
  - Roman Kramsztyk, polski malarz pochodzenia żydowskiego (zm. 1942)
- 1886 – Szolem Szwarcbard, żydowski poeta, publicysta, anarchista, zabójca (zm. 1938)
- 1887 – Hermann Finsterlin, niemiecki architekt, malarz, poeta, eseista, kompozytor, filozof (zm. 1973)
- 1890:
  - Walther Funk, niemiecki ekonomista, polityk, prezes Reichsbanku, minister ekonomii (zm. 1960)
  - Maurice Podoloff, amerykański prawnik, działacz sportowy (zm. 1985)
- 1891 – Makar Kraucou, białoruski poeta, tłumacz, publicysta, wojskowy, działacz narodowy, polityk (zm. po 1939)
- 1893:
  - Frank Linke-Crawford, austriacki lotnik (zm. 1918)
  - Enzo Masetti, włoski kompozytor (zm. 1961)
- 1894 – Stanisław Piasek, polski starszy sierżant, działacz niepodległościowy (zm. 1935)
- 1895 – Julijans Vaivods, łotewski duchowny katolicki, biskup Rygi, kardynał (zm. 1990)
- 1896:
  - Alan Mowbray, brytyjski aktor (zm. 1969)
  - Jack Pickford, kanadyjski aktor, reżyser i producent filmowy (zm. 1933)
- 1897 – Eugen Corrodi von Elfenau, szwajcarski major, faszysta, kolaborant (zm. 1980)
- 1899:
  - Pietro Belluschi, amerykański architekt pochodzenia włoskiego (zm. 1994)
  - Aleksander Rak, polski malarz, grafik, pedagog (zm. 1978)
  - Ludwik Sempoliński, polski aktor, tancerz, piosenkarz, reżyser, pedagog (zm. 1981)
- 1900:
  - Walter O’Keefe, amerykański aktor, kompozytor, gospodarz teleturnieju, osobowość radiowa (zm. 1983)
  - Julia Rapiej, polska nazaretanka, męczennica z Nowogródka, błogosławiona (zm. 1943)
- 1901:
  - Arne Borg, szwedzki pływak (zm. 1987)
  - Åke Borg, szwedzki pływak (zm. 1973)
  - Jean Guitton, francuski filozof i teolog katolicki (zm. 1999)
- 1902:
  - Adamson-Eric, estoński malarz (zm. 1968)
  - Antonio Blasevich, włoski piłkarz, trener (zm. 1976)
  - Stefan Flukowski, polski prozaik, poeta (zm. 1972)
  - Luciana Frassati-Gawrońska, włoska działaczka społeczna, kurierka Rządu RP na uchodźstwie (zm. 2007)
  - Zbigniew Oksza, polski aktor (zm. 1988)
- 1903:
  - Lucienne Boyer, francuska piosenkarka (zm. 1983)
  - Adhemar Canavesi, urugwajski piłkarz (zm. 1984)
  - Zenobiusz Kowalik, ukraiński duchowny greckokatolicki, redemptorysta, męczennik, błogosławiony (zm. 1941)
  - Hanna Małkowska, polska aktorka (zm. 1986)
  - Nikoła Martinoski, macedoński malarz, grafik (zm. 1973)
- 1904:
  - Max Factor Jr., amerykański chemik, producent kosmetyków pochodzenia żydowskiego (zm. 1996)
  - Janina Kłopocka, polska artystka plastyk, działaczka polonijna (zm. 1982)
- 1905 – Charles Clyde Ebbets, amerykański fotograf (zm. 1978)
- 1906:
  - Kell Areskoug, szwedzki lekkoatleta, płotkarz i sprinter (zm. 1996)
  - Marcel Carné, francuski reżyser i scenarzysta filmowy (zm. 1996)
  - Ladislao Vajda, węgierski reżyser i scenarzysta filmowy pochodzenia żydowskiego (zm. 1965)
- 1907:
  - Marek Eisner, polski endokrynolog, wykładowca akademicki (zm. 1994)
  - Eduard Macheiner, austriacki duchowny katolicki, arcybiskup Salzburga (zm. 1972)
- 1908:
  - Gerard Bańka, polski duchowny katolicki (zm. 1992)
  - Edgar Faure, francuski polityk, premier Francji (zm. 1988)
  - Olav H. Hauge, norweski poeta (zm. 1994)
  - Armijn Pane, indonezyjski pisarz (zm. 1970)
  - Jan Paweł Rogalski, polski anarchista (zm. 1993)
- 1909:
  - Władysław Jan Jasiński, polski instruktor harcerski, żołnierz AK (zm. 1943)
  - Miliza Korjus, amerykańska aktorka, śpiewaczka operowa (sopran) pochodzenia polsko-estońskiego (zm. 1980)
- 1910:
  - Wacław Rogaliński, polski pedagog, działacz społeczny i regionalny (zm. 1980)
  - Pál Turán, węgierski matematyk, wykładowca akademicki (zm. 1976)
- 1911:
  - Wolfgang Dessecker, niemiecki lekkoatleta, średniodystansowiec (zm. 1973)
  - Paul Egli, szwajcarski kolarz szosowy i przełajowy (zm. 1997)
  - Raymond Philip Etteldorf, amerykański duchowny katolicki, arcybiskup, nuncjusz apostolski pochodzenia niemieckiego (zm. 1986)
  - Władysława Szoc, polska pielęgniarka, pedagog, działaczka społeczna i samorządowa (zm. 1979)
- 1912:
  - Elsa Morante, włoska pisarka, poetka (zm. 1985)
  - Jewgienij Rajkowski, rosyjski reżyser filmów animowanych (zm. 1962)
  - Otto Ernst Remer, niemiecki generał major (zm. 1997)
- 1913:
  - Henry Cornelius, brytyjski reżyser filmowy (zm. 1958)
  - Gaetano Kanizsa, włoski psycholog, artysta pochodzenia węgiersko-słoweńskiego (zm. 1993)
- 1914:
  - Włodzimierz Łomski, polski podporucznik pilot (zm. 1939)
  - Ryszard Matuszewski, polski eseista, krytyk literacki, tłumacz (zm. 2010)
- 1915 – Joseph Ankrah, ghański generał, polityk, prezydent Ghany (zm. 1992)
- 1916:
  - Goga Agamirow, radziecki pułkownik pilot (zm. 1997)
  - Neagu Djuvara, rumuński historyk, dyplomata, filozof, dziennikarz, pisarz pochodzenia arumuńskiego (zm. 2018)
- 1917:
  - Johannes Rasmussen-Snogen, duński funkcjonariusz Gestapo, zbrodniarz wojenny (zm. 1948)
  - Caspar Weinberger, amerykański polityk, sekretarz obrony (zm. 2006)
- 1918:
  - Grigorij Grigorienko, radziecki generał pułkownik bezpieczeństwa państwowego (zm. 2007)
  - Vittorio Sentimenti, włoski piłkarz (zm. 2004)
  - Aleksandr Szelepin, radziecki polityk, szef KGB (zm. 1994)
  - Leif Wikström, szwedzki żeglarz sportowy (zm. 1991)
- 1919:
  - Walter Joseph Hickel, amerykański polityk (zm. 2010)
  - Helena Hildegarda Machinia, polska urzędniczka, działaczka ruchu oporu (zm. 1991)
- 1920:
  - Elio Guzzanti, włoski lekarz, polityk (zm. 2014)
  - Lew Milczin, rosyjski reżyser filmów animowanych (zm. 1987)
  - Shelley Winters, amerykańska aktorka (zm. 2006)
- 1921:
  - Michał Issajewicz, polski major, żołnierz AK (zm. 2012)
  - Lidija Litwiak, radziecka pilotka wojskowa, as myśliwski (zm. 1943)
  - Gordon Thomas, brytyjski kolarz szosowy (zm. 2013)
  - Zdzisław Żygulski, polski historyk, teoretyk sztuki (zm. 2015)
- 1922:
  - Alain Robbe-Grillet, francuski pisarz, reżyser filmowy (zm. 2008)
  - Anatolij Sieglin, rosyjski hokeiseta, trener i sędzia hokejowy (zm. 2009)
  - Henryk Wieliczko, polski podporucznik, żołnierz AK (zm. 1949)
- 1923:
  - Maria Grzelka, polska szwaczka, polityk, poseł na Sejm PRL
  - Józef Kłaptocz, polski lekarz, skoczek do wody (zm. 2008)
  - André Roosenburg, holenderski piłkarz (zm. 2002)
- 1924 – Łado Dawydow, radziecki sierżant (zm. 1987)
- 1925:
  - Brian Aldiss, brytyjski pisarz science fiction (zm. 2017)
  - Eugeniusz Kubicki, polski piłkarz
  - Heorhij Żylin, ukraiński wioślarz (zm. 1997)
- 1926:
  - Janina Bauman, polska pisarka (zm. 2009)
  - Kazimierz Maria Kowalski, polski pisarz (zm. 2012)
- 1927:
  - Raghbir Singh Bhola, indyjski hokeista na trawie (zm. 2019)
  - Rosalynn Carter, amerykańska działaczka społeczna, pierwsza dama (zm. 2023)
  - Marvin Harris, amerykański antropolog kulturowy (zm. 2001)
- 1928:
  - Zofia Grzyb, polska robotnica, polityk, działaczka partyjna
  - Andrzej Januszajtis, polski fizyk, wykładowca akademicki
  - Elena Marinucci, włoska prawnik, polityk (zm. 2023)
  - Barbara Ruszczyc, polska historyk sztuki, egiptolog (zm. 2001)
- 1929:
  - Halina Dobrowolska, polska scenograf filmowa, dekoratorka wnętrz, kostiumograf (zm. 2016)
  - Anatolij Kuzniecow, rosyjski pisarz, komunista, współpracownik KGB, dziennikarz emigracyjny (zm. 1979)
  - Restytut Staniewicz, polski historyk, działacz opozycji antykomunistycznej (zm. 2011)
- 1930:
  - Franciszek Adamski, polski socjolog, pedagog społeczny
  - Girolamo Grillo, włoski duchowny katolicki, biskup Cassano all’Jonio i Civitavecchia-Tarquinia (zm. 2016)
  - Ryszard Żochowski, polski koszykarz, dziennikarz sportowy (zm. 2016)
- 1931:
  - Oleg Gonczarienko, radziecki łyżwiarz szybki (zm. 1986)
  - Jerzy Jarosz, polski generał brygady
  - Faruk al-Kaddumi, palestyński działacz niepodległościowy, polityk, sekretarz generalny Komitetu Centralnego Fatahu (zm. 2024)
  - Krzysztof Kozłowski, polski dziennikarz, filozof, polityk, minister spraw wewnętrznych, szef UOP (zm. 2013)
  - Kazimierz Marszał, polski prawnik, karnista, wykładowca akademicki (zm. 2021)
- 1932:
  - John D’Arcy, amerykański duchowny katolicki, biskup Fort Wayne-South Bend (zm. 2013)
  - István Kausz, węgierski szpadzista (zm. 2020)
  - Luc Montagnier, francuski wirusolog, wykładowca akademicki, laureat Nagrody Nobla (zm. 2022)
  - Zito, brazylijski piłkarz (zm. 2015)
- 1933:
  - Just Fontaine, francuski piłkarz, trener (zm. 2023)
  - Bogusław Nadolski, polski duchowny katolicki, chrystusowiec, teolog (zm. 2018)
  - Barbara Piwarska, polska malarka, rzeźbiarka, graficzka
  - Roman Polański, polski aktor, reżyser, scenarzysta i producent filmowy
  - Jerzy Skąpski, polski malarz, grafik, projektant witraży (zm. 2020)
- 1934:
  - Jan Górecki, polski ekonomista, wykładowca akademicki, dyplomata (zm. 2025)
  - Rafer Johnson, amerykański lekkoatleta, wieloboista (zm. 2020)
- 1935:
  - Giovanni Caravale, włoski ekonomista, wykładowca akademicki, polityk (zm. 1997)
  - Joke de Korte, holenderska pływaczka
  - Zbigniew Michałek, polski inżynier rolnik, działacz partyjny
  - Walter Pilling, brytyjski zapaśnik (zm. 1999)
  - Hifikepunye Pohamba, namibijski polityk, prezydent Namibii
- 1936:
  - Anatolij Łagietko, rosyjski bokser (zm. 2006)
  - Robert Redford, amerykański aktor, reżyser i producent filmowy
- 1937:
  - Edward Stachura, polski poeta, prozaik, pieśniarz, tłumacz (zm. 1979)
  - Mark Topallaj, albański aktor, reżyser filmowy
- 1938:
  - Zbigniew Cynkutis, polski aktor, reżyser teatralny (zm. 1987)
  - Dieter Engelhardt, niemiecki piłkarz (zm. 2018)
  - Marek Rapacki, polski dziennikarz (zm. 2022)
  - Krystyna Stypułkowska, polska aktorka (zm. 2020)
- 1939:
  - Generoso Andria, włoski ekonomista, samorządowiec, polityk
  - Molly Bee, amerykańska piosenkarka country (zm. 2009)
  - Giorgio Ferrini, włoski piłkarz (zm. 1976)
  - Harald Heide-Steen jr., norweski aktor, komik, piosenkarz (zm. 2008)
  - Małgorzata Komornicka, polska aktorka (zm. 2024)
  - Johnny Preston, amerykański piosenkarz (zm. 2011)
  - Wladimer Ugrechelidze, gruziński koszykarz (zm. 2009)
- 1940:
  - Adam Makowicz, polski pianista i kompozytor jazzowy
  - Sigrid Metz-Göckel, niemiecka socjolog, politolog (zm. 2025)
  - Stefan Pruszyński, polski specjalista ochrony roślin, profesor nauk rolniczych (zm. 2025)
  - Ewald Walch, austriacki saneczkarz (zm. 2023)
- 1941:
  - Muhammad al-Ghannuszi, tunezyjski polityk, premier Tunezji
  - Helmut Kajzar, polski reżyser teatralny, dramaturg, eseista (zm. 1982)
  - Gerald Kicanas, amerykański duchowny katolicki pochodzenia libańskiego, biskup Tucson, administrator apostolski Las Cruces
  - Tadeusz Olszewski, polski poeta, krytyk literacki, dziennikarz, podróżnik (zm. 2020)
  - Boris Sieriebriakow, rosyjski seryjny morderca (zm. 1971)
  - Beniamino Stella, włoski kardynał, nuncjusz apostolski
  - Agustín Zaragoza, meksykański bokser
- 1942:
  - Lauro António, portugalski reżyser i scenarzysta filmowy (zm. 2022)
  - Michał Butkiewicz, polski szpadzista
  - Michel Kafando, burkiński dyplomata, polityk, prezydent Burkiny Faso
  - Jürgen Kißner, niemiecki kolarz torowy (zm. 2019)
  - Bosse Ringholm, szwedzki polityk
- 1943:
  - Hannu Mäkelä, fiński pisarz
  - (lub 1946) Karin Stanek, polska piosenkarka, członkini zespołu Czerwono-Czarni (zm. 2011)
  - Gianni Rivera, włoski piłkarz, polityk
  - Jean Roberts, australijska lekkoatletka, kulomiotka, dyskobolka (zm. 2024)
  - Roberto Rosato, włoski piłkarz (zm. 2010)
- 1944:
  - Muhammad al-Ghannuszi, tunezyjski polityk, premier Tunezji
  - Gerard Gramse, polski lekkoatleta, sprinter (zm. 2012)
  - Włodzimierz Niderhaus, polski producent filmowy (zm. 2020)
  - Helena Rojo, meksykańska aktorka (zm. 2024)
  - Neal Steinhauer, amerykański lekkoatleta, kulomiot (zm. 2020)
- 1945:
  - Carmel Agius, maltański prawnik, dyplomata
  - Władimir Migula, rosyjski piosenkarz (zm. 1996)
  - Walentyna Popowa, rosyjska lekkoatletka, oszczepniczka
  - Ja’ir Szamir, izraelski polityk
- 1946:
  - Leonarda Antonowicz, polska polityk, poseł na Sejm PRL
  - Boyer Coe, amerykański kulturysta
  - Irena Jarocka, polska piosenkarka, aktorka (zm. 2012)
  - Stefan Jurga, polski fizyk, wykładowca akademicki (zm. 2022)
  - Joseph Kurtz, amerykański duchowny katolicki, arcybiskup metropolita Louisville
  - Roberto Pazzi, włoski pisarz, poeta, dziennikarz (zm. 2023)
- 1947:
  - Michael Gerdts, niemiecki dyplomata (zm. 2023)
  - Magdalena Krzyńska, polska śpiewaczka operowa (sopran) (zm. 2020)
  - Wjaczesław Semenow, ukraiński piłkarz, trener (zm. 2022)
  - Giulio Tremonti, włoski adwokat, polityk
  - Leszek Żabiński, polski ekonomista, wykładowca akademicki (zm. 2019)
- 1948:
  - Lucio Bizzini, szwajcarski piłkarz
  - Joseph Marcell, brytyjski aktor
- 1949:
  - Takeshi Shudō, japoński pisarz, scenarzysta filmowy (zm. 2010)
  - Silas Warner, amerykański programista komputerowy (zm. 2004)
- 1950:
  - Dennis Elliott, brytyjski perkusista, członek zespołu Foreigner
  - Jerry Martin, amerykański skoczek narciarski, trener, działacz sportowy
  - Zdeněk Seidl, czeski lekarz, samorządowiec, polityk
  - Krystyna Szczepańska, polska scenografka, kostiumografka, dekoratorka wnętrz
- 1951:
  - Vito Bardi, włoski generał Gwardii Finansowej, polityk
  - Christa Köhler, niemiecka skoczkini do wody
  - Teri McMinn, amerykańska aktorka
  - Zbigniew Płaszewski, polski piłkarz
- 1952:
  - Maria Ćwiertniewicz, polska kajakarka
  - Patrick Swayze, amerykański aktor, tancerz, choreograf, piosenkarz (zm. 2009)
  - Ricardo Villa, argentyński piłkarz
- 1953:
  - Sergio Castellitto, włoski aktor, reżyser
  - Louie Gohmert, amerykański polityk, kongresman
  - Maciej Januszko, polski muzyk, wokalista, członek zespołu Mech
  - Ma Jian, chiński pisarz
  - Dobrosława Miodowicz-Wolf, polska alpinistka, himalaistka (zm. 1986)
- 1954:
  - Cho Young-jeung, południowokoreański piłkarz
  - Rickey Green, amerykański koszykarz
  - Umberto Guidoni, włoski astrofizyk, astronauta, polityk
  - Jan Peters, holenderski piłkarz
  - Piotr Polmański, polski polityk, poseł na Sejm RP
  - Tetiana Skaczko, ukraińska lekkoatletka, skoczkini w dal
  - Janusz Leon Wiśniewski, polski pisarz
  - Władimir Wysocki, rosyjski admirał, dowódca Marynarki Wojennej (zm. 2021)
- 1955:
  - André Flahaut, belgijski polityk
  - Gerard Nijboer, holenderski lekkoatleta, maratończyk
  - Dżoomart Otorbajew, kirgiski polityk, premier Kirgistanu
- 1956:
  - Andrew Bennie, nowozelandzki jeździec sportowy
  - John Debney, amerykański kompozytor muzyki filmowej
  - Helena Hatka, polska menedżer, polityk, wojewoda lubuski
  - Ángel Javier Pérez Pueyo, hiszpański duchowny katolicki, biskup Barbastro-Monzón
  - Rainer Woelki, niemiecki duchowny katolicki, arcybiskup metropolita Berlina i Kolonii, kardynał
- 1957:
  - Carole Bouquet, francuska aktorka, modelka, reżyserka, scenarzystka
  - Jadwiga Kotnowska, polska flecistka
  - Denis Leary, amerykański aktor, komik, reżyser, scenarzysta i producent filmowy
  - Javier Moracho, hiszpański lekkoatleta, płotkarz
  - Harald Schmidt, niemiecki aktor, satyryk, prezenter telewizyjny
  - Ron Strykert, australijski gitarzysta, członek zespołu Men at Work
  - Tan Dun, chiński kompozytor muzyki filmowej
- 1958:
  - Didier Auriol, francuski kierowca rajdowy
  - Reg E. Cathey, amerykański aktor (zm. 2018)
  - Gianni Giacomini, włoski kolarz szosowy
  - Madeleine Stowe, amerykańska aktorka
  - Bernard Wojciechowski, polski polityk, eurodeputowany
- 1959:
  - Rik Daems, belgijski i flamandzki polityk
  - Marceli (Mihăescu), mołdawski biskup prawosławny
  - Leszek Żentara, polski aktor
- 1960:
  - Frits van Bindsbergen, holenderski kolarz szosowy
  - Ľubica Laššáková, słowacka dziennikarka, działaczka samorządowa, polityk
  - Fat Lever, amerykański koszykarz
- 1961:
  - Stanisław Anacko, polski koszykarz (zm. 2010)
  - Timothy Geithner, amerykański finansista, polityk
  - Czesław Jakołcewicz, polski piłkarz, trener
  - Johann Passler, włoski biathlonista
  - Glenn Plummer, amerykański aktor
  - Corina Șuteu, rumuńska nauczycielka i działaczka kultury
  - Birol Ünel, turecki aktor (zm. 2020)
- 1962:
  - Carina Benninga, holenderska hokeistka na trawie
  - Felipe Calderón, meksykański polityk, prezydent Meksyku
  - Sandra Farmer-Patrick, jamajska lekkoatletka, płotkarka
  - Ralf Haber, niemiecki lekkoatleta, młociarz
  - Jarosław Janiszewski, polski muzyk, wokalista, kompozytor, autor tekstów, członek zespołów: Bielizna, Czarno-Czarni i Doktor Granat
  - Adam Storke, amerykański aktor
  - Arno Strobel, niemiecki pisarz
- 1963:
  - Mara Lakić, bośniacka koszykarka, trenerka
  - Witold Firak, polski polityk, poseł na Sejm RP
  - Donald Hying, amerykański duchowny katolicki, biskup Gary
  - Jim Les, amerykański koszykarz, trener
- 1964:
  - Tadeusz Bafia, polski kombinator norweski, trener
  - Craig Bierko, amerykański aktor, scenarzysta, piosenkarz
  - Andreas Deris, niemiecki muzyk, wokalista, lider zespołu Helloween
  - Věra Jourová, czeska polityk
  - Mikko Kolehmainen, fiński kajakarz
  - Eduard Son, kazachski piłkarz pochodzenia koreańskiego
  - Kenny Walker, amerykański koszykarz
- 1965:
  - Markus Knüfken, niemiecki aktor
  - Walerij Malinin, rosyjski aktor
  - Ikue Ōtani, japońska aktorka głosowa
  - Nikolaos Panajotopulos, grecki prawnik, polityk
- 1966:
  - Alena Brawa, białoruska dziennikarka, pisarka
  - Sarita Choudhury, brytyjska aktorka pochodzenia indyjskiego
  - Kang Soo-yeon, południowokoreańska aktorka (zm. 2022)
  - Cees Lok, holenderski piłkarz, trener
  - Lars Rudolph, niemiecki aktor, muzyk, kompozytor
  - Jewgienij Ziniczew, rosyjski generał armii, polityk (zm. 2021)
- 1967:
  - Ryszard Jędruch, polski samorządowiec, wójt gminy Tryńcza
  - Beate Koch, niemiecka lekkoatletka, oszczepniczka
  - Jarek Kordaczuk, polski kompozytor, autor tekstów piosenek, reżyser
  - Daler Mehndi, indyjski piosenkarz
  - Tiffany Smith, amerykańska lekkoatletka, tyczkarka
  - Jolanta Soczyńska, polska lekkoatletka, sprinterka
- 1968:
  - Aleksandra Kolasiewa, rosyjska kolarka szosowa
  - Dan Peters, amerykański perkusista, członek zespołu Mudhoney
  - Wojciech Pomajda, polski polityk, poseł na Sejm RP, urzędnik państwowy
  - Daniele Silvestri, włoski piosenkarz, autor tekstów
  - Ali Thani, emiracki piłkarz
  - Brian Tichy, amerykański muzyk, wokalista
- 1969:
  - Nicole Couch, amerykańska gitarzystka, członkini zespołu Phantom Blue
  - Everlast, amerykański wokalista, członek zespołu House of Pain
  - Edward Norton, amerykański aktor, reżyser filmowy
  - Christian Slater, amerykański aktor
- 1970:
  - Tālis Linkaits, łotewski ekonomista, polityk
  - Ołeh Matwiejew, ukraiński piłkarz, trener pochodzenia rosyjskiego
  - Jay Obernolte, amerykański polityk, kongresman
  - Aleksander Stripunski, ukraińsko-amerykański szachista
  - Malcolm-Jamal Warner, amerykański aktor, reżyser i producent filmowy (zm. 2025)
  - Zbigniew Ziobro, polski prawnik, polityk, poseł na Sejm RP, eurodeputowany, minister sprawiedliwości i prokurator generalny
- 1971:
  - Patrik Andersson, szwedzki piłkarz
  - Maciej Duszczyk, polski politolog, urzędnik państwowy
  - Cristian Salvato, włoski kolarz szosowy
  - Aphex Twin, irlandzki twórca muzyki elektronicznej
- 1972:
  - Ibrahim Al-Helwah, saudyjski piłkarz, bramkarz
  - Keiko Komuro, japońska piosenkarka
  - Sławomir Matuk, polski piłkarz, trener
  - Ranvir Shorey, indyjski aktor
- 1973:
  - Dorian Rogozenko, rumuński szachista, trener
  - Paulo Schroeber, brazylijski gitarzysta, kompozytor, producent muzyczny pochodzenia niemieckiego (zm. 2014)
  - Tomasz Sobczak, polski aktor, reżyser teatralny
  - Wołodymyr Wirczis, ukraiński bokser (zm. 2022)
- 1974:
  - Shannon Johnson, amerykańska koszykarka, trenerka
  - Jong Song-ok, północnokoreańska lekkoatletka, maratonka
  - Andrej Klimovets, niemiecki piłkarz ręczny pochodzenia białoruskiego
  - Nicole Krauss, amerykańska pisarka
  - Chris Lytle, amerykański zawodnik MMA, bokser
  - Cruz da Silva, brazylijska lekkoatletka, biegaczka długodystansowa
- 1975:
  - Slobodan Boškan, serbski siatkarz, trener
  - Petr Čajánek, czeski hokeista
  - Róbert Fazekas, węgierski lekkoatleta, dyskobol
  - Agnieszka Kamińska, polska dziennikarka
  - Alexandre Lesiège, kanadyjski szachista
  - Aitor López Rekarte, hiszpański piłkarz
  - Natalja Razumowska, rosyjska narciarka dowolna
  - Maksym Stepanow, ukraiński menedżer, polityk
  - Jani Viander, fiński piłkarz, bramkarz
- 1976:
  - Jon Busch, amerykański piłkarz, bramkarz
  - Michael Greis, niemiecki biathlonista
  - Bartosz Kędzierski, polski reżyser, scenarzysta, montażysta
  - Tom Malchow, amerykański pływak
  - Mario Muscat, maltański piłkarz, bramkarz
  - Amaya Valdemoro, hiszpańska koszykarka
- 1977:
  - Lukáš Bauer, czeski biegacz narciarski
  - Andrij Deryzemla, ukraiński biathlonista
  - Alastair Heathcote, brytyjski wioślarz
  - Brian Presley, amerykański aktor, producent telewizyjny
  - Clifton Sandvliet, surinamski piłkarz
- 1978:
  - Dana Cervantes, hiszpańska lekkoatletka, tyczkarka
  - Siarhiej Cichanouski, białoruski bloger, polityk opozycyjny
  - Jonathan Guilmette, kanadyjski łyżwiarz szybki
  - Marek Jiras, czeski kajakarz górski
  - Sofiane Melliti, tunezyjski piłkarz
  - Andy Samberg, amerykański aktor, komik
  - Frederico Sousa, portugalski rugbysta
- 1979:
  - Christine Amertil, bahamska lekkoatletka, sprinterka
  - Michał Burzymowski, polski gitarzysta basowy
  - Dorota Gburczyk, polska koszykarka
  - Aleksandr Michajlin, rosyjski judoka
  - Thabang Stemmer, południowoafrykański piłkarz, bramkarz
- 1980:
  - João Alves, portugalski piłkarz
  - Esteban Cambiasso, argentyński piłkarz
  - Choi Min-ho, południowokoreański judoka
  - Emir Spahić, bośniacki piłkarz
  - Ossi Väänänen, fiński hokeista
- 1981:
  - Barbara Letka, polska judoczka
  - César Delgado, argentyński piłkarz
  - Jan Frodeno, niemiecki triathlonista
  - Nicolas Prost, francuski kierowca wyścigowy
  - Krzysztof Radzikowski, polski strongman
  - Dimitris Salpingidis, grecki piłkarz
  - Frida Svensson, szwedzka wioślarka
  - Lucas Vonlanthen, szwajcarski narciarz, kombinator norweski
- 1982:
  - Rafał Glapiński, polski koszykarz
  - Limbert Méndez, boliwijski piłkarz
  - Michal Pančík, słowacki piłkarz
- 1983:
  - Georgina Bardach, argentyńska pływaczka
  - Kris Boyd, szkocki piłkarz
  - Sarah Hammer, amerykańska kolarka szosowa i torowa
  - Laurien Hoos, holenderska lekkoatletka, wieloboistka
  - Mika, libański piosenkarz
- 1984:
  - Dušan Basta, serbski piłkarz
  - Kimberly Glass, amerykańska siatkarka
  - Robert Huth, niemiecki piłkarz
  - Alaksandr Paułau, białoruski piłkarz
  - Barna Putics, węgierski piłkarz ręczny
  - Mustafa Shakur, amerykański koszykarz
- 1985:
  - Beatrice Casiraghi, włoska arystokratka, modelka, dziennikarka
  - Inge Dekker, holenderska pływaczka
  - Fábio Espinho, portugalski piłkarz
  - Brooke Harman, amerykańska aktorka
  - Geetika Jakhar, indyjska zapaśniczka
  - Mustafa Muhammad, egipski zapaśnik
  - Edvinas Ramanauskas, litewski kajakarz
  - Ghasem Rezaji, irański zapaśnik
  - Bryan Ruiz, kostarykański piłkarz
  - Straszimira Simeonowa, bułgarska siatkarka
- 1986:
  - Hendrik Feldwehr, niemiecki pływak
  - Ross McCormack, szkocki piłkarz
  - Wouter Olde Heuvel, holenderski łyżwiarz szybki
  - Antonin Rouzier, francuski siatkarz
- 1987:
  - Mika Boorem, amerykańska aktorka
  - Mathias Christen, liechtensteiński piłkarz
  - Hanna Dzerkal, ukraińska pływaczka
  - Joanna Jędrzejczyk, polska zawodniczka sportów walki
  - Tyler McGill, amerykański pływak
  - Walerija Musina, rosyjska koszykarka
  - Yu Dan, chińska strzelczyni sportowa
- 1988:
  - Michael Boxall, nowozelandzki piłkarz
  - Jewhen Chytrow, ukraiński bokser
  - G-Dragon, południowokoreański piosenkarz
  - Lewin Nyatanga, walijski piłkarz pochodzenia zimbabwejskiego
- 1989:
  - Anna Akana, amerykańska aktorka, performerka, youtuberka, piosenkarka
  - Sebastiaan van Bemmelen, holenderski siatkarz
  - Amelia Bródka, polsko-amerykańska skateboardzistka
  - Ana Dabović, serbska koszykarka
  - Willie le Roux, południowoafrykański rugbysta
  - Alice McKennis, amerykańska narciarka alpejska
  - Nneka Onyejekwe, rumuńska siatkarka
  - Tim Wallburger, niemiecki pływak
- 1990:
  - Gabriel Enache, rumuński piłkarz
  - Patryk Jaskulski, polski polityk i samorządowiec, poseł na Sejm RP
  - Kevin Long, irlandzki piłkarz
  - Nikola Ogrodníková, czeska lekkoatletka, wieloboistka i oszczepniczka
  - Stacy, malezyjska piosenkarka, tancerka, aktorka
  - Jason Steele, angielski piłkarz, bramkarz
  - Aishah Sutherland, amerykańska koszykarka
- 1991:
  - Elizabeth Cambage, australijska koszykarka
  - Lubomir Dimitrow, bułgarski zapaśnik
  - Rustam Iskandari, tadżycki zapaśnik
  - Errol Nolan, amerykańsko-jamajski lekkoatletka, sprinter
  - Brianna Rollins, amerykańska lekkoatletka, płotkarka
  - Maria Włoszczowska, polska skrzypaczka
- 1992:
  - Elizabeth Beisel, amerykańska pływaczka
  - Bogdan Bogdanović, serbski koszykarz
  - Tori Jarosz, amerykańska koszykarka
  - Richard Lásik, słowacki piłkarz
  - Leh, polski raper (zm. 2019)
  - Daria Zawiałow, polska piosenkarka, autorka tekstów, kompozytorka
- 1993:
  - Naama Bernstein, izraelska gimnastyczka, lekkoatletka, tyczkarka
  - Willie Cauley-Stein, amerykański koszykarz
  - Maia Mitchell, australijska aktorka, piosenkarka
  - Tobiasz Musielak, polski żużlowiec
  - Kyle Washington, amerykański koszykarz
- 1994:
  - Mohamed Djetei, kameruński piłkarz
  - Nikolina Lukić, serbska siatkarka
  - Madelaine Petsch, amerykańska aktorka
  - Morgan Sanson, francuski piłkarz
- 1995:
  - Jerome Blake, kanadyjski lekkoatleta, sprinter pochodzenia jamajskiego
  - Yūshirō Hirano, japoński hokeista
  - Daniel Holzer, czeski piłkarz
  - Parker McKenna Posey, amerykańska aktorka
  - Daniel Ndi, kameruński piłkarz
  - Zuzanna Wiśniewska, polska piosenkarka, autorka tekstów, kompozytorka, producentka muzyczna, ukuleleistka
  - Shahab Zahedi, irański piłkarz
- 1996:
  - Alejandra Arévalo, peruwiańska lekkoatletka, tyczkarka
  - Natalia Kochańska, polska strzelczyni sportowa
- 1997:
  - Yohanes Chiappinelli, włoski lekkoatleta, średniodystansowiec pochodzenia etiopskiego
  - Klaudia Cieślik, polska judoczka
  - Josephine Langford, australijska aktorka
  - Renato Sanches, portugalski piłkarz pochodzenia kabowerdyjskiego
- 1998:
  - Clairo, amerykańska piosenkarka, autorka tekstów
  - Parwiz Nasibow, ukraiński zapaśnik
  - Chuma Okeke, amerykański koszykarz pochodzenia nigeryjskiego
  - Jewhenij Smyrny, ukraiński piłkarz
- 1999:
  - Sebastián Cáceres, urugwajski piłkarz
  - Talia Castellano, amerykańska youtuberka (zm. 2013)
  - Georgi Petrow, bułgarski siatkarz
  - Cassius Stanley, amerykański koszykarz
  - Karolina Szydłowska, polska koszykarka
  - Onni Valakari, fiński piłkarz
- 2000:
  - Liu Zhekai, chiński lekkoatleta, oszczepnik
  - Jakub Majerski, polski pływak
  - Nikolaj Majorov, szwedzki łyżwiarz figurowy pochodzenia rosyjskiego
  - Alen Smailagić, serbski koszykarz
- 2001 – Alexander Steen Olsen, norweski narciarz alpejski
- 2002:
  - Norbert Maciejak, polski koszykarz
  - Jade Melbourne, australijska koszykarka
- 2003:
  - Petar Ratkov, serbski piłkarz pochodzenia bułgarsko-chorwackiego
  - Wieronika Szyszkina, kazachska skoczkini narciarska
  - Rodrigo Tello, panamski piłkarz
- 2004:
  - Catriel Cabellos, peruwiański piłkarz pochodzenia argentyńskiego
  - Antoni Kozubal, polski piłkarz
- 2005:
  - Matheus Gonçalves, brazylijski piłkarz
  - Jakob Steinberger, austriacki skoczek narciarski
  - Simon Steinberger, austriacki skoczek narciarski
- 2006 – Summer McIntosh, kanadyjska pływaczka

## Zmarli
- 353 – Decentius, cesarz rzymski (uzurpator) (ur. ?)
- 472 – Rycymer, wódz rzymski (ur. ?)
- 946 – Jan Rilski, bułgarski mnich (ur. ok. 876)
- 1095 – Olaf I Głód, król Danii (ur. ok. 1050)
- 1227 – Czyngis-chan, wielki chan Mongolii (ur. ok. 1155)
- 1276 – Hadrian V, papież (ok. 1205)
- 1297 – Simon de Beaulieu, francuski duchowny katolicki, arcybiskup Bourges, kardynał (ur. ?)
- 1500 – Alfons Aragoński, książę Bisceglie i Salerno (ur. 1481)
- 1503 – Aleksander VI, papież (ur. 1431)
- 1504 – Clemente Grosso della Rovere, włoski duchowny katolicki, biskup Mende, kardynał (ur. ok. 1462)
- 1541 – Henryk Pobożny, książę Saksonii (ur. 1473)
- 1557 – Claude de la Sengle, wielki mistrz joannitów (ur. 1494)
- 1559 – Paweł IV, papież (ur. 1476)
- 1563 – Étienne de La Boétie, francuski polityk, filozof polityczny, pisarz (ur. 1530)
- 1612 – Giacomo Boncompagni, włoski kondotier (ur. 1548)
- 1613 – Giovanni Maria Artusi, włoski kompozytor, teoretyk muzyki (ur. ok. 1540)
- 1620 – Wanli, cesarz Chin (ur. 1563)
- 1623 – Nicolas Bergier, francuski adwokat, archeolog, historyk (ur. 1567)
- 1625 – Edward la Zouche, angielski arystokrata, polityk (ur. 1556)
- 1637 – Maria Elżbieta Wittelsbach, księżniczka Palatynatu-Zweibrücken, księżna Palatynatu-Veldenz (ur. 1581)
- 1638 – Giovanni Andrea Ansaldo, włoski malarz (ur. 1584)
- 1642 – Guido Reni, włoski malarz (ur. 1575)
- 1648 – Ibrahim I, sułtan Imperium Osmańnskiego (ur. 1615)
- 1649 – Andrea Camassei, włoski malarz, grawer (ur. 1602)
- 1651 – Niccolò Tornioli, włoski malarz (ur. ?)
- 1676 – Jacopo Melani, włoski muzyk, kompozytor (ur. 1623)
- 1706 – Luigi Omodei, włoski kardynał (ur. 1657)
- 1707:
  - Petter Dass, norweski duchowny i teolog luterański, poeta (ur. ok. 1647)
  - Sebastian Jan Piskorski, polski prawnik, poeta, kaznodzieja, pisarz religijny, architekt, rektor Akademii Krakowskiej (ur. 1636)
- 1720 – Karol Maksymilian Henckel von Donnersmarck, pan Tarnowskich Gór, baron i hrabia cesarstwa (ur. 1642)
- 1724 – Johann Philipp Franz von Schönborn, niemiecki duchowny katolicki, książę biskup Würzburga (ur. 1673)
- 1739 – Álvaro Cienfuegos, hiszpański duchowny katolicki, arcybiskip Monreale, kardynał, dyplomata (ur. 1657)
- 1743 – Jean-Baptiste Du Halde, francuski historyk, orientalista (ur. 1674)
- 1761 – François-Gaspard-Balthasar Adam, francuski rzeźbiarz (ur. 1710)
- 1765 – Franciszek I Lotaryński, książę Lotaryngii, wielki książę Toskanii, cesarz rzymsko-niemiecki (ur. 1708)
- 1769 – Franciszek Pułaski, polski rotmistrz, uczestnik konfederacji barskiej (ur. ?)
- 1781 – Franciszek Józef I, książę Liechtensteinu (ur. 1726)
- 1782 – Karolina Waldeck-Pyrmont, księżniczka Waldecku i Pyrmontu, księżna Kurlandii i Semigalii (ur. 1748)
- 1783 – John Dunning, brytyjski arystokrata, prawnik, polityk (ur. 1731)
- 1794 – Antoni Bannassat, francuski duchowny katolicki, męczennik, błogosławiony (ur. 1729)
- 1822 – Armand-Charles Caraffe, francuski malarz (ur. 1762)
- 1823 – André-Jacques Garnerin, francuski skoczek spadochronowy, baloniarz (ur. 1769)
- 1835:
  - Jacques-Antoine Dulaure, francuski pisarz (ur. 1755)
  - Friedrich Strohmeyer, niemiecki chemik (ur. 1776)
- 1840 – Anthony Christiaan Winand Staring, holenderski poeta (ur. 1767)
- 1841 – Grigorij Rosen, rosyjski baron, generał pochodzenia niemieckiego (ur. 1782)
- 1842:
  - João Domingos Bomtempo, portugalski pianista, kompozytor (ur. 1775)
  - Louis de Freycinet, francuski oficer marynarki wojennej, podróżnik, odkrywca (ur. 1779)
- 1850 – Honoré de Balzac, francuski pisarz (ur. 1799)
- 1860 – Johann Gottfried Ludwig Kosegarten, niemiecki orientalista, językoznawca (ur. 1792)
- 1862 – Andrew Myrick, amerykański handlarz (ur. 1832)
- 1865:
  - Marceli Lubomirski, polski książę, polityk emigracyjny, wolnomularz (ur. 1810)
  - Aleksandros Mawrokordatos, grecki polityk, premier Grecji (ur. 1791)
- 1869 – Fiodor Inoziemcew, rosyjski chirurg (ur. 1802)
- 1870 – Aleksander Zabierzowski, polski architekt (ur. 1818)
- 1873 – Karol II, książę Brunszwiku-Lüneburga, książę oleśnicki (ur. 1804)
- 1874 – William Fairbairn, brytyjski inżynier, konstruktor, wynalazca (ur. 1789)
- 1884 – Sébastien Norblin, francuski malarz (ur. 1796)
- 1886 – Edgar Bauer, niemiecki filozof (ur. 1820)
- 1887 – John Palliser, kanadyjski geograf, podróżnik pochodzenia irlandzkiego (ur. 1817)
- 1888 – Hryhorij Szaszkewycz, ukraiński duchowny greckokatolicki, działacz społeczny, polityk (ur. 1809)
- 1889 – Auguste de Villiers de L’Isle-Adam, francuski prozaik, poeta (ur. 1838)
- 1891 – Georg Voigt, niemiecki historyk, wykładowca akademicki (ur. 1827)
- 1893 – Constantin von Wurzbach, austriacki pisarz, bibliograf (ur. 1818)
- 1895 – Aleksander Karandiejew, rosyjski generał (ur. 1848)
- 1896 – Richard Avenarius, niemiecki filozof, wykładowca akademicki (ur. 1843)
- 1900 – Albert Samain, francuski poeta, prozaik (ur. 1858)
- 1905:
  - Albert Edelfelt, fiński malarz (ur. 1854)
  - Heinrich Laehr, niemiecki psychiatra (ur. 1820)
- 1907 – John Kerr, szkocki fizyk, pedagog (ur. 1824)
- 1909 – Theodore Martin, szkocki pisarz, tłumacz (ur. 1816)
- 1911 – Henry James, brytyjski arystokrata, prawnik, polityk (ur. 1828)
- 1913 – Paul Näcke, niemiecki psychiatra, kryminolog (ur. 1851)
- 1914 – Petro Linynśkyj, ukraiński prawnik, działacz społeczny, polityk (ur. 1846)
- 1917 – Ricardo Madrazo, hiszpański malarz (ur. 1852)
- 1920:
  - Antoni Gradowski, polski harcerz (ur. 1905)
  - Kazimierz Jankowski, polski sierżant pilot (ur. 1894)
  - Aleksander Napiórkowski, polski rotmistrz, działacz socjalistyczny, polityk, poseł na Sejm Ustawodawczy (ur. 1890)
  - Wiktor Nitka, polski bosmanmat (ur. 1898)
  - Thorsten Nordenfelt, szwedzki przemysłowiec, bankier, producent uzbrojenia (ur. 1842)
  - Józef Piotrowski, polski chorąży kawalerii (ur. 1897)
  - Stanisław Rembowski, polski podporucznik kawalerii (ur. 1885)
  - Stefan Zawidzki, polski harcerz (ur. 1906)
- 1924 – Ignaz Mitterer, austriacki kompozytor (ur. 1850)
- 1925 – Eleonore Noll-Hasenclever, niemiecka alpinistka (ur. 1880)
- 1927 – Sascha Schneider, niemiecki malarz, rzeźbiarz, pedagog (ur. 1870)
- 1928:
  - Władysław Freisinger, polski pułkownik lekarz (ur. 1867)
  - Rudolf Mleczko, polski kapitan piechoty (ur. 1898)
- 1929 – Maria Bianka Mossoczy, polska malarka, literatka, tłumaczka (ur. 1887)
- 1931 – Kazimierz Piskorz, polski mechanik lotniczy, pilot sportowy (ur. 1895)
- 1932:
  - Michalina Mościcka, polska działaczka społeczna, pierwsza dama (ur. 1871)
  - Hans Zenker, niemiecki admirał, dowódca Reichsmarine (ur. 1870)
- 1936:
  - Wincenty Maria Izquierdo Alcón, hiszpański duchowny katolicki, męczennik, błogosławiony (ur. 1891)
  - Marcin Martínez Pascual, hiszpański duchowny katolicki, męczennik, błogosławiony (ur. 1910)
- 1939 – Witold Maliszewski, polski kompozytor, dyrygent, pedagog (ur. 1873)
- 1940 – Walter Chrysler, amerykański producent samochodowy, pionier automobilizmu (ur. 1875)
- 1941 – Noach Pryłucki, polski adwokat, dziennikarz, polityk, poseł na Sejm Ustawodawczy i Sejm RP pochodzenia żydowskiego (ur. 1882)
- 1942:
  - Hermanis Buks, łotewski generał (ur. 1896)
  - Szymon Huberband, polski rabin, historyk samouk (ur. 1909)
  - Chil Kestenberg, polski rabin, działacz polityczny i społeczny (ur. 1887)
  - Julian Królikowski, polski podpułkownik piechoty (ur. 1887)
  - Władysław Nawrocki, polski major piechoty (ur. 1892)
  - Erwin Schulhoff, czeski kompozytor, pianista pochodzenia niemieckiego (ur. 1894)
- 1943 – Hans Jeschonnek, niemiecki generał lotnictwa (ur. 1899)
- 1944 – Polegli w powstaniu warszawskim:
  - Andrzej Łukoski, polski podharcmistrz, podporucznik, żołnierz AK (ur. 1923)
  - Jan Romocki, polski poeta, podharcmistrz, podporucznik, żołnierz AK (ur. 1925)
  - Jerzy Sulima-Jaszczołt, polski aktor, wokalista (ur. 1903)
- 1944:
  - Matwiej Amagajew, buriacki nauczyciel, orientalista, polityk komunistyczny (ur. 1897)
  - Eugeniusz Horbaczewski, polski kapitan pilot, as myśliwski (ur. 1917)
  - Aleksandr Hulewicz, radziecki kapitan (ur. 1923)
  - Nikołaj Sandżyrow, radziecki starszy porucznik (ur. 1921)
  - Ernst Thälmann, niemiecki polityk, działacz komunistyczny (ur. 1886)
- 1945:
  - Subhas Czandra Bose, indyjski polityk, działacz niepodległościowy (ur. 1897)
  - Eric Rücker Eddison(inne języki), brytyjski pisarz (ur. 1882)
- 1946:
  - Georg Åberg, szwedzki lekkoatleta, skoczek w dal i trójskoczek (ur. 1893)
  - Władysław Urbanek, polski rolnik, żołnierz AK (ur. 1919)
- 1947 – Josef Vogt, niemiecki funkcjonariusz i zbrodniarz nazistowski (ur. 1897)
- 1948:
  - Wilhelm Habsburg, austriacki arcyksiążę (ur. 1895)
  - Percy Lowe, brytyjski chirurg, ornitolog (ur. 1870)
  - Jadwiga Podgórska, polska chemik, filozof (ur. 1885)
  - Michaił Tarchanow, rosyjski aktor, reżyser, pedagog (ur. 1877)
- 1949:
  - Paul Peikert, niemiecki duchowny katolicki (ur. 1884)
  - József Viola, węgierski piłkarz, trener (ur. 1896)
- 1951 – Felicja Kaszowska, polska śpiewaczka operowa (sopran) (ur. 1867)
- 1952 – Albert Hurtado Cruchaga, chilijski jezuita, święty (ur. 1901)
- 1953 – Tytus Filipowicz, polski polityk, dyplomata, publicysta (ur. 1873)
- 1957 – Wawrzyniec Żuławski, polski kompozytor, pisarz, taternik (ur. 1916)
- 1960 – Rajmund Kanelba, polski malarz (ur. 1897)
- 1962 – Lucien Berland, francuski entomolog, arachnolog (ur. 1888)
- 1963 – Clifford Odets, amerykański dramaturg (ur. 1906)
- 1964 – Florian Czarnyszewicz, polski pisarz (ur. 1900)
- 1965 – Jerzy Harald, polski kompozytor, pianista, skrzypek (ur. 1916)
- 1969 – Conrad Albrecht, niemiecki admirał (ur. 1880)
- 1970 – Soledad Miranda, hiszpańska aktorka (ur. 1943)
- 1971:
  - Carl Pedersen, duński gimnastyk (ur. 1883)
  - Paul Raynal, francuski dramaturg (ur. 1885)
- 1973 – François Bonlieu, francuski narciarz alpejski (ur. 1937)
- 1975 – Piotr Szymanek, polski polityk, poseł do KRN, na Sejm Ustawodawczy i na Sejm PRL, wojewoda łódzki (ur. 1895)
- 1976 – Julian Kulski, polski polityk, prezydent Warszawy (ur. 1892)
- 1977:
  - Tibor Déry, węgierski prozaik, poeta, dramaturg, eseista (ur. 1894)
  - Robert Infascelli, włoski reżyser filmowy (ur. ?)
  - Jerzy Rudlicki, polski pilot, inżynier i konstruktor lotniczy (ur. 1893)
- 1979:
  - Draper Kauffman, amerykański kontradmirał (ur. 1911)
  - Kazys Škirpa, litewski wojskowy, dyplomata, działacz emigracyjny (ur. 1895)
- 1980 – Józef Kostecki, polski aktor (ur. 1922)
- 1981 – Robert Russell Bennett, amerykański kompozytor (ur. 1894)
- 1982 – Beverly Bayne, amerykańska aktorka (ur. 1894)
- 1983:
  - Nikolaus Pevsner, brytyjski historyk sztuki pochodzenia niemiecko-żydowskiego (ur. 1902)
  - Jan Zachwatowicz, polski architekt, generalny konserwator zabytków (ur. 1900)
- 1984 – Zdzisław Tomal, polski polityk, wicepremier, wiceprzewodniczący Rady Państwa (ur. 1921)
- 1985 – Maria Kędzierska, polska aktorka (ur. 1910)
- 1986:
  - Prokop Mima, albański aktor pochodzenia wołoskiego (ur. 1920)
  - Maksymilian Potrawiak, polski rzeźbiarz, medalier (ur. 1910)
- 1987 – Wszechwład Maracewicz, polski komandor podporucznik (ur. 1907)
- 1988 – Tadeusz Kulisiewicz, polski grafik, rysownik (ur. 1899)
- 1989 – Bert Oosterbosch, holenderski kolarz szosowy i torowy (ur. 1957)
- 1990:
  - Grethe Ingmann, duńska piosenkarka (ur. 1938)
  - Leszek Kowalewski, polski aktor (ur. ?)
  - Burrhus Frederic Skinner, amerykański psycholog (ur. 1904)
- 1992:
  - Christopher McCandless, amerykański tułacz (ur. 1968)
  - John Sturges, amerykański reżyser filmowy (ur. 1910)
- 1993 – Paweł Stok, polski koszykarz (ur. 1913)
- 1994:
  - Richard Laurence Millington Synge, brytyjski chemik, laureat Nagrody Nobla (ur. 1914)
  - Kazimierz Truchanowski, polski pisarz, tłumacz (ur. 1904)
- 1995:
  - Dmitrij Szepiłow, radziecki generał, polityk (ur. 1905)
  - Zofia Zajączkowska, polska aktorka (ur. 1900)
- 1997 – Burnum Burnum, australijski aktywista aborygeński, aktor, pisarz (ur. 1936)
- 1998 – Otto Wichterle, czeski chemik, wynalazca pochodzenia niemieckiego (ur. 1913)
- 1999:
  - Alfred Bickel, szwajcarski piłkarz, trener (ur. 1918)
  - Hanoch Levin, izraelski dramaturg (ur. 1943)
- 2001:
  - Philip Crosby, amerykański przedsiębiorca (ur. 1926)
  - Hillel Kook, izraelski polityk (ur. 1915)
- 2002:
  - Bertil Ericsson, szwedzki piłkarz (ur. 1908)
  - Dean Riesner, amerykański scenarzysta filmowy (ur. 1918)
- 2004 – Elmer Bernstein, amerykański kompozytor, dyrygent pochodzenia żydowskiego (ur. 1922)
- 2005:
  - Krzysztof Raczkowski, polski perkusista, członek zespołu Vader (ur. 1970)
  - Elza Radziņa, łotewska aktorka (ur. 1917)
- 2006:
  - Mikołaj Frydrychowicz, polski dziennikarz, działacz społeczny (ur. 1973)
  - Stefan Witas, polski piosenkarz, aktor (ur. 1908)
- 2007 – Magdalen Nabb, brytyjska pisarka (ur. 1947)
- 2008 – Anna Markowa, polska pisarka, poetka, autorka tekstów piosenek (ur. 1932)
- 2009:
  - Hanna Bedryńska, polska aktorka (ur. 1924)
  - Charles Bond, amerykański generał lotnictwa (ur. 1915)
  - Rose Friedman, amerykańska ekonomistka (ur. 1911)
  - Kim Dae-jung, południowokoreański polityk, prezydent Korei Południowej, laureat Pokojowej Nagrody Nobla (ur. 1925)
- 2010:
  - Harold Connolly, amerykański lekkoatleta, młociarz (ur. 1931)
  - Efraim Siewieła, rosyjski pisarz, reżyser, scenarzysta i producent filmowy pochodzenia żydowskiego (ur. 1928)
- 2011:
  - Andrzej Bińkowski, polski dziennikarz, publicysta, reportażysta (ur. 1931)
  - Ronny, niemiecki piosenkarz, kompozytor, producent muzyczny (ur. 1930)
- 2012 – Scott McKenzie, amerykański piosenkarz (ur. 1939)
- 2013:
  - Dezső Gyarmati, węgierski piłkarz wodny, trener (ur. 1927)
  - Henryk Moruś, polski seryjny morderca (ur. 1943)
  - Rolv Wesenlund, norweski aktor (ur. 1936)
- 2014:
  - Jim Jeffords, amerykański polityk (ur. 1934)
  - Levente Lengyel, węgierski szachista (ur. 1933)
- 2015:
  - Chalid al-Asad, syryjski archeolog, wykładowca (ur. 1932)
  - Vladimír Filo, słowacki duchowny katolicki, biskup rożnawski (ur. 1940)
  - Charles Read, brytyjski matematyk (ur. 1958)
  - Jerzy Steckiw, polski piłkarz, trener (ur. 1934)
  - Bud Yorkin, amerykański aktor, reżyser i producent filmowy (ur. 1926)
- 2016:
  - René Bonino, francuski lekkoatleta, sprinter (ur. 1930)
  - Ernst Nolte, niemiecki historyk (ur. 1923)
  - Jan van Cauwelaert, belgijski duchowny katolicki, misjonarz, biskup Inongo (ur. 1914)
- 2017:
  - Leszek Brzeziński, polski piłkarz (ur. 1955)
  - Mirosława Litmanowicz, polska szachistka, mistrzyni międzynarodowa (ur. 1928)
- 2018:
  - Kofi Annan, ghański dyplomata, sekretarz generalny ONZ, laureat Pokojowej Nagrody Nobla (ur. 1938)
  - Jack Costanzo, amerykański perkusista jazzowy pochodzenia włoskiego (ur. 1919)
  - Mariusz Hermansdorfer, polski historyk i historyk sztuki (ur. 1940)
  - Ronnie Moore, nowozelandzki żużlowiec (ur. 1933)
  - Bronisław Opałko, polski artysta kabaretowy, aktor, kompozytor, autor tekstów (ur. 1952)
- 2019:
  - Kathleen Babineaux Blanco, amerykańska polityk (ur. 1942)
  - Andrzej Buszewicz, polski aktor (ur. 1934)
  - Robert Ouko, kenijski lekkoatleta, sprinter i średniodystansowiec (ur. 1948)
  - Piotr Woźniak-Starak, polski producent filmowy, przedsiębiorca (ur. 1980)
- 2020:
  - Ben Cross, brytyjski aktor, reżyser, scenarzysta, piosenkarz (ur. 1947)
  - Mariolina De Fano, włoska aktorka (ur. 1940)
  - Dale Hawerchuk, kanadyjski hokeista (ur. 1963)
  - Wojciech Karpiński, polski pisarz, krytyk literacki, historyk sztuki, historyk idei, tłumacz (ur. 1943)
  - Ambroży (Paraszkewow), bułgarski duchowny prawosławny, metropolita dorostolski (ur. 1942)
- 2021:
  - Joseph Lee Galloway, amerykański dziennikarz, korespondent wojenny, felietonista, publicysta (ur. 1941)
  - Jill Murphy, brytyjska autorka literatury dziecięcej (ur. 1949)
  - Michał Pietrzak, polski prawnik (ur. 1929)
  - Jewgienij Swiesznikow, rosyjski szachista, trener (ur. 1950)
- 2022:
  - Haxhi Aliko, albański agronom, polityk, minister rolnictwa (ur. 1940)
  - Herbert Mullin, amerykański seryjny morderca (ur. 1947)
  - John Powell, amerykański lekkoatleta, dyskobol (ur. 1947)
  - Josephine Tewson, brytyjska aktorka (ur. 1931)
- 2023:
  - James L. Buckley, amerykański polityk (ur. 1923)
  - Ireneusz Durlik, polski inżynier, ekonomista, wykładowca akademicki (ur. 1931)
  - Al Quie, amerykański politolog, polityk, gubernator stanu Minnesota (ur. 1923)
  - Marek Sanecki, polski epidemiolog, wykładowca akademicki (ur. 1931)
- 2024:
  - Ronald Borchers, niemiecki piłkarz, trener (ur. 1957)
  - Boris Bystrow, rosyjski aktor (ur. 1945)
  - Alain Delon, francuski aktor (ur. 1935)
  - Joonas Ikonen, fiński skoczek narciarski (ur. 1987)
  - Tadeusz Lewowicki, polski pedagog, profesor nauk humanistycznych, nauczyciel akademicki (ur. 1942)
  - Piotr Madeja, polski inżynier-elektryk, samorządowiec, prezydent Siemianowic Śląskich (ur. 1946)
  - Toussaint Natama, burkiński piłkarz (ur. 1982)
  - Franciszek Smuda, polski piłkarz, trener (ur. 1948)
- 2025:
  - Mieczysław Banasik, polski aktor (ur. 1940)
  - Abraham Than, birmański duchowny katolicki, biskup Kengtung (ur. 1927)